# Linnékåren
Linnékåren, tidigare kallat Linnéstudenterna, är studentkåren vid Linnéuniversitetet i Kalmar och Växjö. Namnet Linnékåren antogs våren 2020 efter att diskussioner förts internt och med medlemmarna om behovet av förnyelse. Då hade kåren hetat Linnéstudenterna i 10 år. Namnet Linnéstudenterna ledde ibland till förvirring då alla studenter vid Linnéuniversitetet är Linnéstudenter.  Linnékåren bildades den 1 juli 2010 genom en sammanslagning av de tidigare kårerna Studentkåren i Kalmar och Studentkåren i Växjö och hette Linnéstudenterna fram till år 2020. Linnékåren har en styrelse bestående av presidium och deltidsledamöter samt anställda tjänstepersoner.
Linnékåren är Sveriges tredje största studentkår, räknat i antalet representerade studenter.. Studentkåren för studenternas talan gentemot Linnéuniversitetet, Kalmar kommun, Växjö kommun, Kalmar län, Kronobergs län och övriga externa aktörer som exempelvis region Kalmar, region Kronoberg och bolag som innehar studentbostäder.
Linnékåren är paraplyorganisation för de totalt 49 studentföreningarna som finns i Kalmar och Växjö: Utbildningsföreningar, intresseföreningar och nationer.
Till Linnékårens största arrangemang räknas välkomstmässorna i Kalmar och Växjö, Valborg på Växjö Campus och Garden party och Linnécupen i Kalmar. Utöver dessa större event har Linnékåren, på båda orter, medlemskaffe varje torsdag. medlemmar får, mot uppvisande av medlemskapet, gratis kaffe eller te. Linnékåren är huvudansvarig för introduktionsveckorna som sker på båda orterna, detta ansvar delegeras sedan till utbildningsföreningarna på Linnéuniversitetet.

## Campus Kalmar

### Studentkårens kontor
Kårens kontor ligger inne på Universitetsbiblioteket på Universitetskajen i Kalmar. Det tidigare universitetsbiblioteket byggdes 2001 mittemot Linnéuniversitetets administrativa byggnad i Kalmar och dåvarande S:HiK (Studentkåren Högskolan i Kalmar) flyttade in 2007, från det nu nedlagda kårhuset Corehouse på Postgatan i Kalmar. Hösten 2020 flyttades Linnékåren till Universitetskajen.

## Campus Växjö

### Studentkårens kontor på Tufvan
Studentkårens konto i Växjö ligger i Tufvan och inrymmer förutom kårexpedition och kontor, föreningen ESN Växjö (tidigare VIS, Växjö internationella studenter) och Campusbokhandeln. Mellan 2007 och våren 2020 fanns även ett café i byggnaden, Café Tufvan, som drev dels av en studentförening dels Mötesplats campus Ideell förening som lades ner 2017. Långt innan Tufvan började tjäna som café och kårlokal bodde biskopen Esaias Tegnér där på somrarna.
Huset flyttades 1899 till sin nuvarande plats på höjden bredvid Linnéuniversitetets huvudbyggnad i Växjö. Dåvarande ägare Fredrik Bonde ville inte att Tufvan skulle skymma slottet han låtit bygga som morgongåva till sin fru.

### Slottsstallarna
Slottsstallarna är en av två studentpubar i Växjö. Puben invigdes 1994 och drevs av aktiebolaget Studentföretag i Växjö AB, ägda först av dåvarande Studenkåren i Växjö och sedan 2010 den nya studentkåren Linnéstudenterna. Från och med sommaren 2014 drivs Slottsstallarna som en ideell förening där utbildningsföreningar samarbetar under en gemensam styrelse. Alla studenter med medlemskap i Linnéstudenterna är medlemmar i föreningen och välkomna att engagera sig i pub-arbetet. Slottsstallarna drivs ideellt av en styrelse som består av studenter på Linnéuniversitetet som agerar som både serveringsansvariga och styrelsemedlemmar. 
Studentpubens öppetdagar är torsdagar och fredagar, med enstaka öppna tisdagar per termin. Torsdagarna är traditionsenligt förgyllda av karaoke eller trubadur medan fredagar betyder nattklubb med DJ. 

### Sivans pub & café
Sivans pub & café är nationernas studentpub på campus i Växjö. Sivans öppnades i början av 1980-talet som en enkel studentpub. Från början benämndes mötesplatsen Sivs Café, en förkortning för Studentkåren i Växjös café. Upplägget med nationerna som ägare av Sivans kommer från våren 1987, då Skånes, Västkustens, Smålands och Norrlands nationer samt ekonomernas dåvarande förening Växekon formellt bildade Föreningen Sivs café. 
Sivans i sina nuvarande lokaler på Växjö campus öppnades 11 maj 1996.
Puben har öppet två dagar i veckan, på onsdagskvällarna och lördagskvällarna. Lokalerna används även till så kallade sittningar och andra evenemang anordnade mestadels av de olika utbildningsföreningarna vid universitetet.
Alla studenter med medlemskap i Linnékåren och någon av nationerna eller Ekonomihögskolans i Växjö studentförening (EHVS), är välkomna att kandidera till styrelsen. Serveringspersonal rekryteras av nationerna och utgörs vanligen av nationernas medlemmar som ställer upp att arbeta ideellt. 